# أرشيبالد لايلي
أرشيبالد لايلي (بالإنجليزية: Archibald Lyle)‏ (10 فبراير 1886 في المملكة المتحدة - 2000) هو لاعب كرة قدم بريطاني (وحمل سابقاً جنسية المملكة المتحدة لبريطانيا العظمى وأيرلندا) في مركز الهجوم. لعب مع توتنهام هوتسبير.